# Nystalea quaesita
Nystalea quaesita är en fjärilsart som beskrevs av Max Wilhelm Karl Draudt 1932. Nystalea quaesita ingår i släktet Nystalea och familjen tandspinnare. Inga underarter finns listade i Catalogue of Life.